# Liste der Stolpersteine in Neuss
In der Liste der Stolpersteine in Neuss sind alle Gedenksteine aufgeführt, die im Rahmen des Projektes Stolpersteine des Künstlers Gunter Demnig in Neuss verlegt worden sind. Seit November 2005 sind an 49 Standorten in Neuss 154 Stolpersteine verlegt worden, die bislang letzten am 24. Januar 2025. Die wissenschaftliche Begleitung des Projekts liegt beim Stadtarchiv Neuss.

## Stolpersteine in Neuss
| Adresse                                                     | Name                  | Inschrift | Verlegedatum  | Bild | Anmerkung                                                                              |
| ----------------------------------------------------------- | --------------------- | --- | ------------- | --- | -------------------------------------------------------------------------------------- |
| Brandgasse 8 (Standort)                                     | Hermann Düllgen       | Hier wohnte Hermann Düllgen Jg. 1899 im Widerstand / KPD mehrfach verhaftet verurteilt 1936 ‘Hochverrat’ Zuchthaus Lüttringhausen hingerichtet 27.10.1944 Frankfurt-Preungesheim | 20. Feb. 2017 | | [ 2 ]                                                                                  |
| Büchel 5 (Standort)                                         | Emil Lehmann          | Hier wohnte Emil Lehmann Jg. 1865 deportiert 1942 ermordet 1942 in Maly Trostinec                                                                                                | 8. Dez. 2008  | | [ 3 ]                                                                                  |
| Büchel 5 (Standort)                                         | Marianne Hirsch       | Hier wohnte Marianne Hirsch geb. Lehmann Jg. 1904 deportiert 1941 ermordet 1942 in Riga                                                                                          | 8. Dez. 2008  | | [ 4 ]                                                                                  |
| Büchel 5 (Standort)                                         | Ruth Johanna Hirsch   | Hier wohnte Ruth Johanna Hirsch Jg. 1937 deportiert 1941 ermordet 1942 in Riga                                                                                                   | 8. Dez. 2008  | | [ 4 ]                                                                                  |
| Büchel 31 (Standort)                                        | Adolf Cohen           | Hier wohnte Adolf Cohen Jg. 1871 eingewiesen 1942 Judenhaus Düsseldorf deportiert 1942 Theresienstadt ermordet in Treblinka                                                      | 20. Feb. 2017 | | [ 5 ]                                                                                  |
| Büchel 48 (Standort)                                        | Sally Levy            | Hier wohnte Sally Levy Jg. 1893 Flucht 1937 Argentinien | 8. Mai 2017   | | [ 6 ]                                                                                  |
| Büchel 48 (Standort)                                        | Marta Levy            | Hier wohnte Marta Levy geb. Meyer Jg. 1899 Flucht 1937 Argentinien | 8. Mai 2017   | | [ 6 ]                                                                                  |
| Büchel 48 (Standort)                                        | Lore Levy             | Hier wohnte Lore Levy Jg. 1922 Flucht 1937 Argentinien | 8. Mai 2017   | | [ 6 ]                                                                                  |
| Büchel 48 (Standort)                                        | Manfred Levy          | Hier wohnte Manfred Levy Jg. 1923 Flucht 1937 Argentinien | 8. Mai 2017   | | [ 6 ]                                                                                  |
| Büttger Straße 18 (Standort)                                | Bernhard Stein        | Hier wohnte Bernhard Stein Jg. 1890 deportiert 1941 tot in Łodz | 14. Nov. 2005 | | [ 7 ] [ 8 ]                                                                            |
| Büttger Straße 18 (Standort)                                | Dora Stein            | Hier wohnte Dora Stein geb. Geisel Jg. 1891 deportiert 1941 tot in Łodz | 14. Nov. 2005 | | [ 9 ]                                                                                  |
| Büttger Straße 18 (Standort)                                | Hermann Stein jr.     | Hier wohnte Hermann Stein jr. Jg. 1881 deportiert 1941 Łodz tot 7.5.1942 | 14. Nov. 2005 | | [ 8 ] [ 10 ]                                                                           |
| Büttger Straße 18 (Standort)                                | Sophie Stein          | Hier wohnte Sophie Stein geb. Regensteiner Jg. 1891 deportiert 1941 tot in Łodz                                                                                                  | 14. Nov. 2005 | | [ 11 ]                                                                                 |
| Büttger Straße 18 (Standort)                                | Lore Stein            | Hier wohnte Lore Stein Jg. 1922 deportiert 1941 tot in Łodz | 14. Nov. 2005 | | [ 12 ]                                                                                 |
| Büttger Straße 18 (Standort)                                | Milli Stein           | Hier wohnte Milli Stein Jg. 1927 deportiert 1941 tot in Łodz | 14. Nov. 2005 | | [ 13 ]                                                                                 |
| Büttger Straße 18 (Standort)                                | Theodor Regensberg    | Hier wohnte Theodor Regensberg Jg. 1881 deportiert 1941 tot in Riga | 6. März 2006  | | [ 14 ]                                                                                 |
| Büttger Straße 18 (Standort)                                | Helena Regensberg     | Hier wohnte Helena Regensberg geb. Hertz Jg. 1882 deportiert 1941 tot in Riga | 6. März 2006  | | [ 15 ]                                                                                 |
| Büttger Straße 18 (Standort)                                | Herta Regensberg      | Hier wohnte Herta Regensberg Jg. 1926 deportiert 1941 tot in Riga | 6. März 2006  | | [ 16 ]                                                                                 |
| Drususallee 61 (Standort)                                   | Arthur Hoffmann       | Hier wohnte Arthur Hoffmann Jg. 1877 Flucht Belgien deportiert ermordet 1942 in Auschwitz                                                                                        | 2. Dez. 2011  | | [ 17 ]                                                                                 |
| Drususallee 61 (Standort)                                   | Ilse Hoffmann         | Hier wohnte Ilse Hoffmann geb. Ehrenberg Jg. 1890 Flucht Belgien deportiert ermordet 1942 in Auschwitz                                                                           | 2. Dez. 2011  | | [ 17 ]                                                                                 |
| Drususallee 81 (Standort)                                   | Albert Joseph         | Hier wohnte Albert Joseph Jg. 1863 deportiert 22.7.1942 Theresienstadt tot 27.9.1942                                                                                             | 31. Okt. 2007 | | [ 18 ]                                                                                 |
| Drususallee 81 (Standort)                                   | Julie Joseph          | Hier wohnte Julie Joseph geb. Sassen Jg. 1866 deportiert 22.7.1942 Theresienstadt tot 9.1.1943                                                                                   | 31. Okt. 2007 | | [ 18 ]                                                                                 |
| Drususallee 81 (Standort)                                   | Rudolf Hoffmann       | Hier wohnte Rudolf Hoffmann Jg. 1875 Flucht 1936 Belgien interniert Mechelen deportiert 1943 ermordet 1943 in Auschwitz                                                          | 2. Dez. 2011  | | [ 19 ]                                                                                 |
| Drususallee 81 (Standort)                                   | Clara Hoffmann        | Hier wohnte Clara Hoffmann geb. Seligmann Jg. 1879 Flucht 1936 Belgien interniert Mechelen deportiert 1943 ermordet 1943 in Auschwitz                                            | 2. Dez. 2011  | |                                                                                        |
| Friedrichstraße 27 (Standort)                               | Heinz Roosen          | Hier wohnte Heinz Roosen Jg. 1906 seit 1933 mehrfach verhaftet verurteilt § 175 1942 Sachsenhausen 'Aktion Klinker' ermordet 4.7.1942                                            | 11. Dez. 2021 | |                                                                                        |
| Further Straße 121 (Standort)                               | Max Müller            | Hier wohnte Max Müller Jg. 1872 deportiert 1942 Theresienstadt befreit | 15. Juni 2016 | | [ 20 ]                                                                                 |
| Further Straße 121 (Standort)                               | Helene Müller         | Hier wohnte Helene Müller geb. Fuster Jg. 1882 deportiert 1942 Theresienstadt befreit                                                                                            | 15. Juni 2016 | | [ 20 ]                                                                                 |
| Gladbacher Straße 193 (Standort)                            | Maria Pascher         | Hier wohnte Maria Pascher ... | 23. Mai 2018  | Bild gesucht Der Benutzer GeorgDerReisende ( Diskussion ) wünscht sich an dieser Stelle ein Bild vom Ort mit diesen Koordinaten 51.22184 6.67368 . Motiv: Stolperstein für Maria Pascher, die Lage und das Haus Falls du dabei helfen möchtest, erklärt die Anleitung , wie das geht. BW                          |                                                                                        |
| Hamtorwall 44 (Standort)                                    | Lina Winter           | Hier wohnte Lina Winter geb. Schott Jg. 1884 deportiert 1941 ermordet in Riga | 8. Dez. 2008  | | [ 21 ]                                                                                 |
| Kaiser-Friedrich-Straße 132 (Standort)                      | Paul Simons           | Hier wohnte Paul Simons Jg. 1876 Flucht 1938 Holland interniert Westerbork deportiert 20.7.1943 Sobibor ermordet 23.7.1943                                                       | 8. Dez. 2009  | | [ 22 ]                                                                                 |
| Kaiser-Friedrich-Straße 132 (Standort)                      | Ida Simons            | Hier wohnte Ida Simons geb. Rodenberg Jg. 1881 Flucht 1938 Holland interniert Westerbork deportiert 20.7.1943 Sobibor ermordet 23.7.1943                                         | 8. Dez. 2009  | | [ 22 ]                                                                                 |
| Kaiser-Friedrich-Straße 132 (Standort)                      | Dr. René Simons       | Hier wohnte Dr. René Simons Jg. 1904 Flucht 1936 Holland 1942 Südfrankreich mit Hilfe überlebt                                                                                   | 25. Mai 2019  | |                                                                                        |
| Kanalstraße 63 (Standort)                                   | Adele Schäfer         | Hier wohnte Adele Schäfer geb. Winter Jg. 1883 deportiert 1941 Riga ermordet | 15. Juni 2016 | | [ 23 ]                                                                                 |
| Kanalstraße 65 (Standort)                                   | Leonhard Kaufmann     | Hier wohnte Leonhard Kaufmann Jg. 1869 deportiert 1942 ermordet 1943 in Theresienstadt                                                                                           | 8. Dez. 2008  | | [ 24 ]                                                                                 |
| Kanalstraße 65 (Standort)                                   | Ida Kaufmann          | Hier wohnte Ida Kaufmann geb. Hoffmann Jg. 1876 deportiert 1942 ermordet 1942 in Theresienstadt                                                                                  | 8. Dez. 2008  | | [ 24 ]                                                                                 |
| Kanalstraße 65 (Standort)                                   | Richard Kaufmann      | Hier wohnte Richard Kaufmann Jg. 1903 deportiert 1941 ermordet 1943 in Łodz | 8. Dez. 2008  | | [ 24 ]                                                                                 |
| Kapitelstraße 1 (Standort)                                  | Arthur Mansbach       | Hier wohnte Arthur Mansbach Jg. 1898 deportiert 1941 tot in Riga | 6. März 2006  | | [ 25 ]                                                                                 |
| Kapitelstraße 1 (Standort)                                  | Johanna Mansbach      | Hier wohnte Johanna Mansbach geb. Hirtz Jg. 1890 deportiert 1941 tot in Riga | 6. März 2006  | | [ 25 ]                                                                                 |
| Kapitelstraße 1 (Standort)                                  | Fritz Mansbach        | Hier wohnte Fritz Mansbach Jg. 1926 deportiert 1941 Riga tot 5.1.1945 KZ Buchenwald                                                                                              | 6. März 2006  | | [ 25 ]                                                                                 |
| Kapitelstraße 1 (Standort)                                  | Ernst Mansbach        | Hier wohnte Ernst Mansbach Jg. 1927 deportiert 1941 tot in Stutthof | 6. März 2006  | | [ 25 ]                                                                                 |
| Kapitelstraße 1 (Standort)                                  | Anna Mansbach         | Hier wohnte Anna Mansbach geb. Marx Jg. 1865 deportiert 1942 tot in Izbica | 6. März 2006  | | [ 25 ]                                                                                 |
| Kapitelstraße 15 (Standort)                                 | Hermann Stein         | Hier wohnte Hermann Stein Jg. 1877 deportiert 1941 ermordet in Łodz | 6. März 2006  | | [ 26 ]                                                                                 |
| Kapitelstraße 15 (Standort)                                 | Sara Stein            | Hier wohnte Sara Stein geb. Rosenberg Jg. 1885 deportiert 1941 ermordet in Łodz                                                                                                  | 6. März 2006  | | [ 26 ]                                                                                 |
| Kapitelstraße 33 (Standort)                                 | Sybille Herz          | Hier wohnte Sybille Herz verh. Goslinski Jg. 1913 Flucht 1933 Holland interniert Westerbork deportiert 1942 Auschwitz ermordet Okt. 1942                                         | 22. Juni 2020 | |                                                                                        |
| Kapitelstraße 33 (Standort)                                 | Philipp Herz          | Hier wohnte Philipp Herz Jg. 1876 Flucht 1939 Holland Argentinien | 11. Dez. 2021 | |                                                                                        |
| Kapitelstraße 33 (Standort)                                 | Pauline Herz          | Hier wohnte Pauline Herz geb. Salomon Jg. 1885 Flucht 1939 Holland Argentinien                                                                                                   | 11. Dez. 2021 | |                                                                                        |
| Kapitelstraße 33 (Standort)                                 | Friedrich Herz        | Hier wohnte Friedrich Herz Jg. 1907 Flucht 1938 Argentinien | 11. Dez. 2021 | |                                                                                        |
| Kapitelstraße 33 (Standort)                                 | Erich Herz            | Hier wohnte Erich Herz Jg. 1911 Flucht 1937 Argentinien | 11. Dez. 2021 | |                                                                                        |
| Kapitelstraße 46 (Standort)                                 | Josef Cohnen          | Hier wohnte Josef Cohen Jg. 1873 inhaftiert 15.7.1938 Düsseldorf tot 16.7.1938                                                                                                   | 14. Nov. 2005 | | [ 27 ]                                                                                 |
| Kapitelstraße 46 (Standort)                                 | Ernst Cohnen          | Hier wohnte Ernst Cohen Jg. 1904 Flucht 1934 Holland deportiert 1943 Sobibor ermordet 23.7.1943                                                                                  | 14. Nov. 2005 | | [ 27 ] [ 28 ]                                                                          |
| Kapitelstraße 46 (Standort)                                 | Siegfried Wolf        | Hier wohnte Siegfried Wolf Jg. 1886 ’Schutzhaft’ 1938 Dachau deportiert 1941 Riga ermordet                                                                                       | 22. Juni 2020 | |                                                                                        |
| Kapitelstraße 46 (Standort)                                 | Martha Magda Wolf     | Hier wohnte Martha Magda Wolf geb. Baum Jg. 1897 deportiert 1941 Riga ermordet                                                                                                   | 22. Juni 2020 | |                                                                                        |
| Kapitelstraße 46 (Standort)                                 | Berthold Wolf         | Hier wohnte Berthold Wolf Jg. 1925 deportiert 1941 Riga ermordet März 1943 | 22. Juni 2020 | |                                                                                        |
| Kapitelstraße 47 (Standort)                                 | Franz Sistemich       | Hier wohnte Franz Sistemich Jg. 1901 im Widerstand verhaftet 1935 KZ Flossenbürg ermordet 22.2.1945                                                                              | 31. Okt. 2007 | | [ 29 ]                                                                                 |
| Krefelder Straße 38 (Standort)                              | Luise Pakull          | Hier wohnte Luise Pakull Jg. 1895 Zeugin Jehovas verhaftet 1944 ’Wehrkraftzersetzung’ hingerichtet 8.12.1944                                                                     | 9. Dez. 2009  | |                                                                                        |
| Krefelder Straße 44 (Standort)                              | Friedrich Seidel      | Hier wohnte Friedrich Seidel Jg. 1901 verhaftet 22.9.1944 ‘Rundfunkverbrechen’ Zuchthaus Celle Todesmarsch März 1945 Schicksal unbekannt                                         | 15. Juni 2016 | |                                                                                        |
| Küpperstraße 2 (Standort)                                   | Regina Rosenberg      | Hier wohnte Regina Rosenberg Jg. 1884 deportiert 1941 Łodz / Litzmannstadt ermordet Sept. 1942 Chełmno / Kulmhof                                                                 | 26. Jan. 2015 | | [ 30 ]                                                                                 |
| Küpperstraße 2 (Standort)                                   | Johanna Rosenberg     | Hier wohnte Johanna Rosenberg Jg. 1886 deportiert 1941 Łodz / Litzmannstadt ermordet Sept. 1942 Chełmno / Kulmhof                                                                | 26. Jan. 2015 | | [ 31 ]                                                                                 |
| Küpperstraße 2 (Standort)                                   | Albert Rosenberg      | Hier wohnte Albert Rosenberg Jg. 1888 ‘Schutzhaft’ 1938 Dachau deportiert 1941 Łodz / Litzmannstadt ermordet 26.6.1942                                                           | 26. Jan. 2015 | | [ 32 ]                                                                                 |
| Küpperstraße 2 (Standort)                                   | Martha Rosenberg      | Hier wohnte Martha Rosenberg Jg. 1893 deportiert 1941 Łodz / Litzmannstadt ermordet Sept. 1942 Chełmno / Kulmhof                                                                 | 26. Jan. 2015 | | [ 33 ]                                                                                 |
| Liedmannstraße 16 (Standort)                                | Helene Steffens       | Hier wohnte Helene Steffens Jg. 1916 eingewiesen 1938 Klinik Süchteln ermordet 25.7.1941 ’Heilanstalt’ Hadamar                                                                   | 31. Okt. 2007 | | [ 34 ]                                                                                 |
| Lörickstraße 6 (Standort)                                   | Gustav Josephs        | Hier wohnte Gustav Josephs Jg. 1881 Flucht 1939 Holland interniert Westerbork deportiert 1942 ermordet 1942 in Auschwitz                                                         | 2. Dez. 2011  | | [ 35 ]                                                                                 |
| Lörickstraße 6 (Standort)                                   | Käthe Josephs         | Hier wohnte Käthe Josephs geb. Felsenthal Flucht 1939 Holland interniert Westerbork deportiert 1942 ermordet 1942 in Auschwitz                                                   | 2. Dez. 2011  | | [ 35 ]                                                                                 |
| Lörickstraße 6 (Standort)                                   | Lotte Josephs         | Hier wohnte Lotte Josephs Jg. 1917 Flucht 1939 Holland interniert Westerbork deportiert 1942 ermordet 1942 in Auschwitz                                                          | 2. Dez. 2011  | | [ 35 ]                                                                                 |
| Lörickstraße 6 (Standort)                                   | Ilse Josephs          | Hier wohnte Ilse Josephs Jg. 1919 Flucht 1939 Holland interniert Westerbork deportiert 1942 ermordet 1942 in Auschwitz                                                           | 2. Dez. 2011  | | [ 35 ]                                                                                 |
| Lörickstraße 6 (Standort)                                   | Ruth Josephs          | Hier wohnte Ruth Josephs Jg. 1921 Flucht 1939 Holland interniert Westerbork deportiert 1942 ermordet 1942 in Auschwitz                                                           | 2. Dez. 2011  | | [ 35 ]                                                                                 |
| Lörickstraße 12 (Standort)                                  | Hans Funger           | Hier wohnte Hans Funger Jg. 1891 im Widerstand verhaftet 15.2.1937 Zuchthaus Celle hingerichtet 11.4.1945                                                                        | 30. Nov. 2006 | | [ 36 ]                                                                                 |
| Michaelstraße 65 (damals Michaelstraße 57) (Standort)       | Benno Nussbaum        | Hier wohnte Benno Nussbaum Jg. 1880 deportiert 1941 Riga ermordet März 1944 | 15. Juni 2016 | | [ 37 ]                                                                                 |
| Michaelstraße 65 (damals Michaelstraße 57) (Standort)       | Sidonie Nussbaum      | Hier wohnte Sidonie Nussbaum geb. Oppenheimer Jg. 1883 deportiert 1941 Riga ermordet                                                                                             | 15. Juni 2016 | | [ 38 ]                                                                                 |
| Michaelstraße 65 (damals Michaelstraße 57) (Standort)       | Edith Nussbaum        | Hier wohnte Edith Nussbaum Jg. 1909 deportiert 1943 ermordet im besetzten Polen                                                                                                  | 15. Juni 2016 | | [ 37 ]                                                                                 |
| Michaelstraße 65 (damals Michaelstraße 57) (Standort)       | Walter Nussbaum       | Hier wohnte Walter Nussbaum Jg. 1914 Flucht 1938 USA | 15. Juni 2016 | | [ 37 ]                                                                                 |
| Mühlenstraße 62 (Standort)                                  | Karl Frohwein         | Hier wohnte Karl Frohwein Jg. 1885 eingewiesen 1942 ‘Judenhaus’ Düsseldorf deportiert Theresienstadt befreit                                                                     | 8. Mai 2017   | | [ 6 ]                                                                                  |
| Münsterplatz 19–21 (Standort)                               | Martha Piel           | Hier wohnte Martha Piel geb. Hirschberger Jg. 1892 deportiert 1942 Theresienstadt befreit                                                                                        | 23. Mai 2018  | | Lagebeschreibung „Münsterplatz/Ecke Krämerstraße (ehemaliges Haus Münsterplatz 19-21)“ |
| Münsterstraße 12 (Standort)                                 | Max Salm              | Hier wohnte Max Salm Jg. 1867 deportiert 1942 Theresienstadt ermordet 6.6.1943                                                                                                   | 30. Nov. 2006 | | [ 39 ]                                                                                 |
| Münsterstraße 12 (Standort)                                 | Julie Salm            | Hier wohnte Julie Salm geb. Judenberg Jg. 1888 deportiert 1942 Auschwitz ermordet 1944                                                                                           | 30. Nov. 2006 | | [ 39 ] [ 40 ]                                                                          |
| Neustraße 5 (Standort)                                      | Hermann Milchtajch    | Hier wohnte Hermann Milchtajch Jg. 1892 Flucht 1939 Belgien deportiert ermordet 1944 in Auschwitz                                                                                | 31. Okt. 2007 | | [ 41 ]                                                                                 |
| Neustraße 5 (Standort)                                      | Günther Milchtajch    | Hier wohnte Günther Milchtajch Jg. 1929 Flucht 1939 Belgien deportiert ermordet 1944 in Auschwitz                                                                                | 31. Okt. 2007 | | [ 41 ]                                                                                 |
| Neustraße 5 (Standort)                                      | Selma Milchtajch      | Hier wohnte Selma Milchtajch geb. Cahn Jg. 1900 Flucht 1939 Belgien deportiert ermordet 1944 in Auschwitz                                                                        | 31. Okt. 2007 | | [ 41 ]                                                                                 |
| Niederstraße 1 (Standort)                                   | Isaak Gottschalk      | Hier wohnte Isaak Gottschalk Jg. 1864 deportiert 22.7.1942 Theresienstadt ermordet 29.9.1942 Maly Trostinec                                                                      | 31. Okt. 2007 | | [ 42 ]                                                                                 |
| Niederstraße 1 (Standort)                                   | Martha Gottschalk     | Hier wohnte Martha Gottschalk Jg. 1911 deportiert 11.12.1941 ermordet in Riga | 31. Okt. 2007 | | [ 42 ]                                                                                 |
| Niederstraße 1 (Standort)                                   | Hermine Gottschalk    | Hier wohnte Hermine Gottschalk geb. Löwenberg Jg. 1866 deportiert 22.7.1942 Theresienstadt ermordet 29.9.1942 Maly Trostinec                                                     | 31. Okt. 2007 | | [ 42 ] [ 43 ]                                                                          |
| Niederwallstraße 6 (Standort)                               | Selma Mayer           | Hier wohnte Selma Mayer Jg. 1878 deportiert 1941 Lodz/Litzmannstadt ermordet 3.1.1942                                                                                            | 22. Juni 2020 | |                                                                                        |
| Niederwallstraße 25 (damals Niederwallstraße 15) (Standort) | Sally Vasen           | Hier wohnte Sally Vasen Jg. 1881 Flucht 1939 Belgien deportiert Gurs ermordet 16.1.1941                                                                                          | 30. Nov. 2006 | | [ 44 ]                                                                                 |
| Niederwallstraße 25 (damals Niederwallstraße 15) (Standort) | Paula Vasen           | Hier wohnte Paula Vasen Jg. 1887 deportiert 1941 ermordet in Łodz | 30. Nov. 2006 | | [ 45 ]                                                                                 |
| Nordkanalallee 24 (Standort)                                | Wilhelm Marum         | Hier wohnte Wilhelm Marum Jg. 1889 ‘Schutzhaft’ 1938 Dachau Flucht 1939 Luxemburg interniert Drancy deportiert 1942 ermordet in Auschwitz                                        | 26. Jan. 2015 | | [ 46 ]                                                                                 |
| Nordkanalallee 24 (Standort)                                | Grete Marum           | Hier wohnte Grete Marum geb. Weissmann Jg. 1907 Flucht 1939 Luxemburg interniert Mechelen deportiert 1942 ermordet in Auschwitz                                                  | 26. Jan. 2015 | | [ 46 ]                                                                                 |
| Oberstraße 112 (Standort)                                   | Julius Markan         | Hier wohnte Julius Markan Jg. 1872 Flucht 1938 Belgien interniert Mechelen deportiert Jan. 1943 Auschwitz ermordet 21.1.1943                                                     | 8. Dez. 2009  | | [ 47 ]                                                                                 |
| Promenadenstraße 35 (Standort)                              | Aron / Albert Heumann | Hier wohnte Aron / Albert Heumann Jg. 1872 misshandelt tot 1940 in Neuss | 6. März 2006  | | [ 48 ]                                                                                 |
| Promenadenstraße 35 (Standort)                              | Erich Heumann         | Hier wohnte Erich Heumann Jg. 1905 Flucht 1935 Holland deportiert 1943 ermordet 1945 Auschwitz                                                                                   | 6. März 2006  | | [ 48 ]                                                                                 |
| Rheinstraße 10 ()                                           | Alfred Salomon        | Hier wohnte Alfred Salomon Jg. 1882 Deportiert 1941 Ghetto Riga Ermordet | 15. Dez. 2023 | Bild gesucht Der Benutzer GeorgDerReisende ( Diskussion ) wünscht sich an dieser Stelle ein Bild vom Ort mit diesen Koordinaten 51.200786 6.692451 . Motiv: Rheinstraße 10: Stolpersteine für die Familie Salomon, die Lage und das Haus Falls du dabei helfen möchtest, erklärt die Anleitung , wie das geht. BW |                                                                                        |
| Rheinstraße 10 ()                                           | Fanny Salomon         | Hier wohnte Fanny Salomon Geb. Salmon Jg. 1895 Deportiert 1941 Ghetto Riga 1944 KZ Stutthoff Ermordet 1.1.1945                                                                   | 15. Dez. 2023 | Bild gesucht Die Wikipedia wünscht sich an dieser Stelle ein Bild vom hier behandelten Ort. Falls du dabei helfen möchtest, erklärt die Anleitung , wie das geht. BW |                                                                                        |
| Rheinstraße 10 ()                                           | Helmut Salomon        | Hier wohnte Helmut Salomon Jg. 1919 Deportiert 1941 Ghetto Riga Ermordet | 15. Dez. 2023 | Bild gesucht Die Wikipedia wünscht sich an dieser Stelle ein Bild vom hier behandelten Ort. Falls du dabei helfen möchtest, erklärt die Anleitung , wie das geht. BW |                                                                                        |
| Rheinstraße 10 ()                                           | Margot Salomon        | Hier wohnte Margot Salomon Jg. 1924 Deportiert 1941 Ghetto Riga 1944 KZ Stutthoff Ermordet                                                                                       | 15. Dez. 2023 | Bild gesucht Die Wikipedia wünscht sich an dieser Stelle ein Bild vom hier behandelten Ort. Falls du dabei helfen möchtest, erklärt die Anleitung , wie das geht. BW |                                                                                        |
| Rheinuferstraße 94 (Standort)                               | Johanna Frankenberg   | Hier wohnte Johanna Frankenberg geb. Levy Jg. 1869 deportiert 1942 Theresienstadt ermordet in Treblinka                                                                          | 20. Feb. 2017 | | [ 49 ]                                                                                 |
| Sternstraße 98 (Standort)                                   | Leonhard Cohn         | Hier wohnte Leonhard Cohn Jg. 1855 deportiert 1942 Theresienstadt ermordet 11.5.1943                                                                                             | 26. Mai 2019  | |                                                                                        |
| Sternstraße 98 (Standort)                                   | Elsa Cohn             | Hier wohnte Elsa Cohn verh. Levita Jg. 1886 deportiert 1941 Minsk ermordet | 26. Mai 2019  | |                                                                                        |
| Sternstraße 98 (Standort)                                   | Paula Cohn            | Hier wohnte Paula Cohn Jg. 1883 deportiert 1941 Minsk ermordet | 26. Mai 2019  | |                                                                                        |
| Sternstraße 98 (Standort)                                   | Ilse Cohn             | Hier wohnte Ilse Cohn Jg. 1919 Flucht 1938 Palästina | 26. Mai 2019  | |                                                                                        |
| Thywissenstraße 26 (Standort)                               | Sibilla Kaufmann      | Hier wohnte Sibilla Kaufmann ... | 25. Mai 2019  | Bild gesucht Der Benutzer GeorgDerReisende ( Diskussion ) wünscht sich an dieser Stelle ein Bild vom Ort mit diesen Koordinaten 51.19165 6.68331 . Motiv: Stolperstein für Sibilla Kaufmann, die Lage und das Haus Falls du dabei helfen möchtest, erklärt die Anleitung , wie das geht. BW                       |                                                                                        |
| Tückingstraße 21 (Standort)                                 | Paula Stein           | Hier wohnte Paula Stein geb. Winter Jg. 1884 Flucht 1938 Holland deportiert 1943 Auschwitz ermordet 8.4.1944                                                                     | 14. Nov. 2005 | | [ 50 ]                                                                                 |
| Tückingstraße 21 (Standort)                                 | Irma Stein            | Hier wohnte Irma Stein Jg. 1908 Flucht 1938 Holland deportiert 1943 ermordet in Auschwitz                                                                                        | 14. Nov. 2005 | | [ 50 ]                                                                                 |
| Tückingstraße 21 (Standort)                                 | Fritz Stein           | Hier wohnte Fritz Stein Jg. 1909 verhaftet 1935 KZ Esterwegen Flucht 1938 Holland deportiert 1943 ermordet in Auschwitz                                                          | 14. Nov. 2005 | | [ 50 ]                                                                                 |
| Tulpenstraße 10 ()                                          | Leipold Sontheim      | Hier wohnte Leipold Sontheim ... | 15. Dez. 2023 | Bild gesucht Der Benutzer GeorgDerReisende ( Diskussion ) wünscht sich an dieser Stelle ein Bild vom Ort mit diesen Koordinaten 51.171045 6.6797 . Motiv: Tulpenstraße 10: Stolpersteine für das Ehepaar Sontheim, die Lage und das Haus Falls du dabei helfen möchtest, erklärt die Anleitung , wie das geht. BW |                                                                                        |
| Tulpenstraße 10 ()                                          | Melanie Sontheim      | Hier wohnte Melanie Sontheim ... | 15. Dez. 2023 | Bild gesucht Die Wikipedia wünscht sich an dieser Stelle ein Bild vom hier behandelten Ort. Falls du dabei helfen möchtest, erklärt die Anleitung , wie das geht. BW |                                                                                        |
| Weißenberger Weg 81 (Standort)                              | Joseph Giebels        | Hier wohnte Joseph Giebels Jg. 1909 im Widerstand / SAP verhaftet 1935 Hochverrat 1936 Zuchthaus Vechta entlassen 1937 1942 Strafbataillon 999 1945 Amstetten befreit            | 20. Feb. 2017 | | [ 51 ]                                                                                 |